# Louise Woods-Beckman
Louise Woods-Beckman, född Woods-Baker 21 augusti 1852 i Princeton, död 1 oktober 1936 i Santa Barbara, var en svensk nykterhetsaktivist, samhällsdebattör och filantrop. Hon var gift med Ernst Beckman. 
Hon var en av initiativtagarna till föreningen Myrorna. Hon var från 1890 engagerad i Blå Bandet och sedan Vita Bandet, vars ordförande hon var två gånger. Hon engagerade sig mot den reglementerade prostitutionen genom svenska federationen.
Woods-Beckman var också engagerad i Stockholmsavdelningen av Landsföreningen för kvinnans politiska rösträtt, och deltog bland annat som förespråkare av kvinnlig rösträtt vid det stora Antirösträttsmötet 1912.